# 华夏翼龙属
華夏翼龍屬是翼龍目翼手龍亞目古神翼龍科的一屬，化石發現於中國遼寧省朝陽市的九佛堂組，年代為下白堊紀的巴列姆階到阿普第階。華夏翼龍是繼中國翼龍之後，該地區所發現的第二種古神翼龍科。
華夏翼龍目前有三個種。模式種是季氏華夏翼龍，該種的模式標本（編號GMN-03-11-001）是一個接近完整的骨骸與頭顱骨。季氏華夏翼龍的體型稍小於中國翼龍，翼展接近94公分。牠們的冠飾大小，界於中國翼龍與古神翼龍之間。第二個種是具冠華夏翼龍，是根據編號ZMNH M8131標本，該標本也是發現於同一地層，是一個接近完整的骨骸。第三個種是本溪華夏翼龍，化石發現於遼寧。

## 外部連結
- Huaxiapterus in The Pterosauria
- Two reconstructions of Huaxiapterus at The Grave Yard